# Catherine Fox
Catherine Mai-Lan Fox  (ur. 15 grudnia 1977) – amerykańska pływaczka. Dwukrotna złota medalistka olimpijska z Atlanty.
Jej matka jest z pochodzenia Wietnamką. Największe sukcesy odnosiła w stylu dowolnym. Igrzyska w 1996 były jej jedyną olimpiadą. Startowała jedynie w sztafetach, zdobywając dwa medale z najcenniejszego kruszcu. Wspólnie z koleżankami zwyciężała na dystansie 4x100 metrów kraulem oraz 4x100 metrów stylem zmiennym. Na drugim z nich wystąpiła tylko w eliminacjach.